# Léna Mettraux
Pour les articles homonymes, voir Mettraux.

Léna Mettraux, née le 8 septembre 1998 à Échallens, est une coureuse cycliste suisse. Elle pratique le cyclisme sur piste, sur route et le VTT.

## Palmarès sur piste

### Championnats du monde
- Apeldoorn 2018
  - 11e de l'américaine
- Pruszków 2019
  - 12e de l'américaine
- Berlin 2020
  - 13e de l'américaine
  - 18e de la course aux points

### Coupe des nations
- 2021
  - 3e de la poursuite par équipes à Saint-Pétersbourg

### Championnats d'Europe
- 2017
  - 7e de la course aux points espoirs
- 2018
  - 4e de l'américaine espoirs
  - 9e de la course aux points espoirs
- 2019
  - 7e de la course aux points
- 2022
  - 12e de la course aux points
  - 18e du scratch

### Championnats de Suisse
- 2017
  - 2e de l'américaine
  - 2e de la course aux points
  - 3e du scratch
- 2018
  -  Championne de Suisse de l'américaine (avec Andrea Waldis)
  - 3e de l'omnium
  - 3e de la poursuite
  - 3e de la course aux points
- 2019
  -  Championne de Suisse de l'américaine (avec Andrea Waldis)
  - 2e de la course aux points
  - 3e de l'omnium
  - 3e du scratch
- 2022
  -  Championne de Suisse de course aux points
  -  Championne de Suisse du scratch
  -  Championne de Suisse d'omnium
- 2023
  - 3e de la course aux points
  - 3e du scratch

### Autres
- 2017
  - 4 Jours de Genève (américaine)
  - 3e de Grenchen (américaine)
- 2018
  - 2e des Trois Jours d'Aigle (américaine)
  - 2e de Grenchen (américaine)
- 2019
  - 3e des Trois Jours d'Aigle (américaine)

## Palmarès sur route
- 2015
  - 3e du championnat de Suisse du contre-la-montre juniors
- 2016
  -  Championne de Suisse du contre-la-montre juniors
  - 4e étape du Healthy Ageing Tour juniors

## Palmarès en VTT
- 2016
  -  Championne de Suisse de cross-country juniors